# Károly Tar
Károly Tar, cunoscut și sub pseudonimele Transsylvanicus, Dombi Károly, Koppány Zsolt și Ligeti Pál, (n. 30 august 1935, Cluj, România) este un poet, prozator și jurnalist maghiar din România.

## Biografie
În 1952 a absolvit cursurile Școlii Medii Tehnice Metalurgice din Cluj, apoi a lucrat ca lăcătuș, desenator tehnic și proiectant. Timp de trei ani și-a efectuat stagiul militar în Moldova. Între anii 1958 și 1968 a lucrat la ziarul Igazság din Cluj, absolvind între timp, în 1963, Facultatea de Ziaristică a Academiei Ștefan Gheorghiu din București. În 1968 a renunțat la jurnalism și a lucrat timp de șase luni ca tehnician la Întreprinderea de Industrie Locală, apoi în perioada 1968-1970 a fost ultimul inspector cu problemele minorităților al Comitetului Județean Cluj. În paralel a urmat cursurile Institutului Pedagogic din Târgu Mureș (1967–1971). Începând din 1970 a lucrat la săptămânalul Ifjúmunkás din București ca șef al secției de educație, publicist și reporter, ocupându-se de reorganizarea „Matineului Ifjúmunkás” și înființând Teatrul de buzunar din Cluj. A urmat la București un curs pentru perfecționarea cadrelor de conducere în presă (1972–1974). În 1987 a devenit redactor-șef al revistei Napsugár gyermekirodalmi és a Haza Sólymai gyermeklap din Cluj. În anul 1989 a fost schimbat din funcție, ca urmare a plecării fiicei sale în Suedia, și a colaborat timp de șase luni la cotidianul Előre din București, după care a fost pensionat pe caz de boală.
În 1990 a fost președintele comitetului de organizare a UDMR în județul Cluj, a participat la înființarea ziarului Szabadság din Cluj și a fost corespondent la Radio Europa Liberă până la desființarea postului. A participat la reînființarea organizației culturale Erdélyi Szépmíves Céh, a transmis corespondențe ziarului Magyar Nemzet din Budapesta și a fost redactor principal al Editurii NIS din Cluj. La sfârșitul anului 1995, după moartea fiului său, a părinților și a soției sale, a plecat în Suedia pentru a-și educa nepoții maghiaro-suedezi. Începând din 1997 a fost curatorul Fundației pentru Limba Materna a Organizației Maghiarilor din Suedia.
Este membru al Uniunii Scriitorilor Români, Maghiari și Suedezi și al Ligii scriitorilor maghiari din Transilvania. În 1987 a primit un premiu literar al revistei Korunk, iar în 2002 i s-a acordat un premiu special al Uniunii Scriitorilor Maghiari, apoi în 2006  premiul special al revistei Várad din Oradea și premiul special pentru cel mai bun roman, la concursul inițiat de Editura Irodalmi Jelen din Arad. Activitatea sa pentru promovarea culturii maghiare a fost recompensată în 2003 prin decernarea titlului de Cavaler al Culturii Maghiare. În 2013 a fost decorat cu Crucea de Cavaler al Ordinului de Merit al Ungariei.
A început să publice reportaje, nuvele și romane de la sfârșitul anilor 1960, după ce primele scrieri literare îi apăruseră în revistele Igazság și Utunk.

## Scrieri
- Köszönöm, jól vagyok (Sunt bine, mersi, proză, Editura pentru Literatură, București, 1969);
- Hazai utakon (Pe drumuri cunoscute, reportaje, Editura Dacia, Cluj, 1976);
- Nyári mese (Poveste de vară, roman, Editura Dacia, Cluj, 1981);
- Pléhmadár (Pasărea de tinichea, nuvele, Editura Kriterion, București, 1982);
- Szerelmes földrajz (Geografie sentimentală, reportaje, Editura Dacia, Cluj, 1983);
- Az ismert katona (Soldatul cunoscut, roman, Editura Dacia, Cluj, 1985);
- Viselkedjünk (Editura Dacia, Cluj, 1987);
- Vakációs mesék (Napsugár melléklet, Cluj, 1988)
- Tótágas (comedii, Színház, Budapesta, 1988 și Nis Kiadó, Cluj, 1994);
- Romániai magyar nyelvvédő szótár (Sztranyiczki Mihállyal, NIS Kiadó, Erdélyi Kiskönyvtár sorozat 1., Cluj, 1992);
- Erdélyért kiáltom (kNIS Kiadó, Erdélyi Kiskönyvtár 2., Cluj, 1992);
- Bíró György aliász Kutya nekifutásai és kutyagolásai a mindig rózsás sportpályákon és a babértalanul is egyetlen életben (Koppány Zsolt néven, regényrészlet, NIS Kiadó, Erdélyi Kiskönyvtár 3. Cluj, 1992);
- Bög Viola Társaság (hármas regény, Erdélyi Szépmíves Céh, Cluj, 1994);
- Faragott fájdalom (napló, NIS Kiadó, Cluj, 1995);
- Tótágas pillanatok (egypercesek, Erdélyi Híradó Lap- és Könyvkiadó, Cluj, 1995);
- Gyászpárta (versek, Erdélyi Híradó Lap- és Könyvkiadó, Cluj, 1995);
- Erdélyi sors (szociográfiai írások, NIS Kiadó, Cluj, 1996);
- Tanítók nyomában (riportkönyv, NIS Kiadó, Erdélyi Kiskönyvtár 20-21, Cluj, 1996);
- Illemszótár (Erdélyi Híradó Lap- és Könyvkiadó, Cluj, 1997);
- Szerenád (kisprózai írások, Erdélyi Híradó Lap- és Könyvkiadó, Cluj, 1997);
- Üdv. (versek, Stúdium Könyvkiadó, Cluj, 1999, a szerző rajzaival);
- Létszó (versek, Stúdium Könyvkiadó, Cluj, 2001);
- Az ismert katona (különféle cenzúrázás után helyreállított második kiadás, Stúdium Könyvkiadó, 2002);
- Magyar dolgok (közírások, NIS kiadó, Erdélyi Kiskönyvtár 22., 2002);
- Az Egyetemes Magyar Képzőművészeti Egyesület (Stockholm, monográfia, magánkiadás, 2003);
- Svédországi magyarító szószedet (LSZM Kiadó, Debrețin, 2004);
- És versek, jelenetek, töprengések (Studium Könyvkiadó, Cluj, 2005);
- Tar Károly válogatott írásai – (22 kötet)  CD-lemezen, Ághegy-Liget Baráti Társaság kiadása, Stockholm, 2005;
- Kutyatár, Bíró György aliász Kutya nekifutásai és kutyagolásai a mindig rózsás sportpályákon és a babértalanul is egyetlen életben, 2005.
- Az Erdélyi Szépmíves Céh 1924-1944, 1990-1995, dokumentumkötet, Ághegy Könyvek, 2009
- Táncház (gyermekversek, 1 szerzői ív, Pusztai Péter rajzaival és borítójával, lemezen)
- Játékos torna (Soó Zöld Margit 42 rajzával)
- Altermundia. Képzeletbeli népek lírájának kieszelt fordításai; ford. Tar Károly; Közdok, Budapesta, 2009
- Szép szóval köszönöm. Versek; Tar Károly, Debrețin, 2009
- A szépség csodája. Költemények Holló László képeiről; Ethnica, Debrețin, 2009
- Itt és ott. Száz vers a szerző fényképfelvételeivel díszítve; Székely Ház Közhasznú Alapítvány, Veresegyház, 2010 (Ághegy könyvek)
- Mesés közlekedés; AB-art, Bratislava,  2010
- A tűnt idő nyomában. Versek; Tar Károly, Debrețin, 2010
- Várom, hogy ébredjen. Versek; Tar Károly, Debrețin, 2010
- Erdélyi mézeskalács. Lírai receptkönyv; Méry Ratio, Šamorín [Somorja], 2011
- Halkuló estéken. Versek; Tar Károly, Debrețin, 2011
- Mikor hosszú útról. Versek; Tar Károly, Debrețin, 2012
- Szólj tisztán és hangosan. Versek; Tar Károly, Debrețin, 2013
- Markolom az időt. Versek; Tar Károly, Debrețin, 2014
- Megrajzolt szavak. Tar Károly verseit rajzolta Bényi Árpád, Cs. Uhrin Tibor, Józsa János, László Ákos, Vincze László; Tar Károly, Debrețin, 2014
- Szárnyalj szabadon! Versek; Tar Károly, Debrețin, 2014
- Kikiáltom magam. Versek; Tar Károly, Debrețin, 2015
- Milyen is volt hajdanán az álmom? Versek; Tar Károly, Debrețin, 2015
- Ezernyi messziségből. Versek; Tar Károly, Debrețin, 2016

### Antologii
- Egyszer mindenkit szólítanak, povestiri ale autorilor maghiari din România, Editura Dacia, Cluj-Napoca, 1984.
- Almanahul Korunk, 1988.
- Körkép, Harmincegy mai magyar író kisprózája, Magvető Könyvkiadó, Budapesta, 1991.
- Csillagszóró, Szabadság, Cluj, 1992.

### Traduceri
- Werner Aspenström: Jégjelentés (Israpport) (Ister Kiadó, Budapesta, 1999)
- Dohi Alex Altermundia című verskötetének fordítása, KÖZDOK Kiadó, Budapesta, 2009
- Dohi Alex: Illatok könyve, Ághegy Könyvek, román versfordítás, 2010.
- Svédül: Sölvesborg tidningen, En transsylvansk journalists anteckningar, 1990; Tidskriften mosaik, nr. 4, 1990.

## Distincții
- Ordinul „Steaua Republicii Populare Române” clasa a IV-a (10 iulie 1965) „pentru merite deosebite în realizarea sarcinilor prevăzute în Directivele celui de al III-lea Congres al Partidului Muncitoresc Român”[1]
- Crucea de Cavaler al Ordinului de Merit al Ungariei (2013)